# Catemaco
Catemacoⓘ – miasto w Meksyku, w stanie Veracruz, leżące w odległości około 30 km od wybrzeża Zatoki Meksykańskiej, od której oddziela je łańcuch wulkaniczny Sierra de los Tuxtlas. Miasto leży na brzegu jeziora Catemaco. Catemaco znane jest jako meksykańska stolica czarowników, a ich coroczne święto wypada w pierwszy piątek marca.